# ناحیه کاو کریک (شهرستان واشینگتن، آرکانزاس)
ناحیه کاو کریک، شهرستان واشینگتن، آرکانزاس (به انگلیسی: Cove Creek Township) یک منطقهٔ مسکونی در ایالات متحده آمریکا است که در شهرستان واشینگتن، آرکانزاس واقع شده‌است. ناحیه کاو کریک ۶۸۳ نفر جمعیت دارد و ۵۴۳ متر بالاتر از سطح دریا واقع شده‌است.